# Свято (оповідання)
Свято (англ. The Festival) — оповідання Говарда Лавкрафта, написане в жовтні 1923 року і опубліковане в січневому номері журналу «Weird Tales» за 1925 рік.

## Сюжет
Оповідач повертається до старого будинку своєї родини в Кінгспорті, штат Массачусетс, на традиційне сімейне святкування Йоля. Там він бачить «Некрономікон» серед низки гримуарів. Оповідач починає читати його до церемонії, що закриває свято. Під час церемонії книга використовується і обожнюється учасниками. Оповідач божеволіє і потрапляє до лікарні Міскатонікського університету в Аркхемі. Його лікар, намагаючись вилікувати його, показує йому примірник, що зберігається в університетській бібліотеці.
Це перша згадка про латинський переклад «Некрономікону» Олауса Ворміуса і про заборону цієї версії.

## Навіяння
Ця історія була натхненна першою поїздкою Лавкрафта до Марблхеда, штат Массачусетс, у грудні 1922 року. Пізніше Лавкрафт назвав цей візит «найпотужнішою емоційною кульмінацією, яку я пережив за майже сорок років свого існування».

## Критика
Сам Лавкрафт був не надто високої думки про це оповідання. Попри це, Кларк Ештон Сміт у листі до Лавкрафта від жовтня 1933 року писав: «Попри вашу зневагу, „Свято“ займає мою прихильність, і має образну якість, яка ставить його вище за нові оповідання в поточному W.T.» С. Т. Джоші описав «Свято» як оповідання «значного інтересу», і заявив, що «оповідання можна вважати віртуальною поемою в прозі з трьох тисяч слів через стійку модуляцію його прози».

## Екранізації
«Свято», «Малюнок в давній книзі» (1921) та «Жахіття Данвіча» (1929) були адаптовані у короткометражні фільми з пластиліну. Вони були випущені у DVD-Video колекції Г. Ф. Лавкрафта «Жах Данвіча та інші історії» (H・P・ラヴクラフトのダニッチ・ホラー その他の物語, Ecchi Pī Ravukurafuto no Danicchi Horā Sonota no Monogatari) студії Toei Animation у серпні 2007 року.